# Jordning

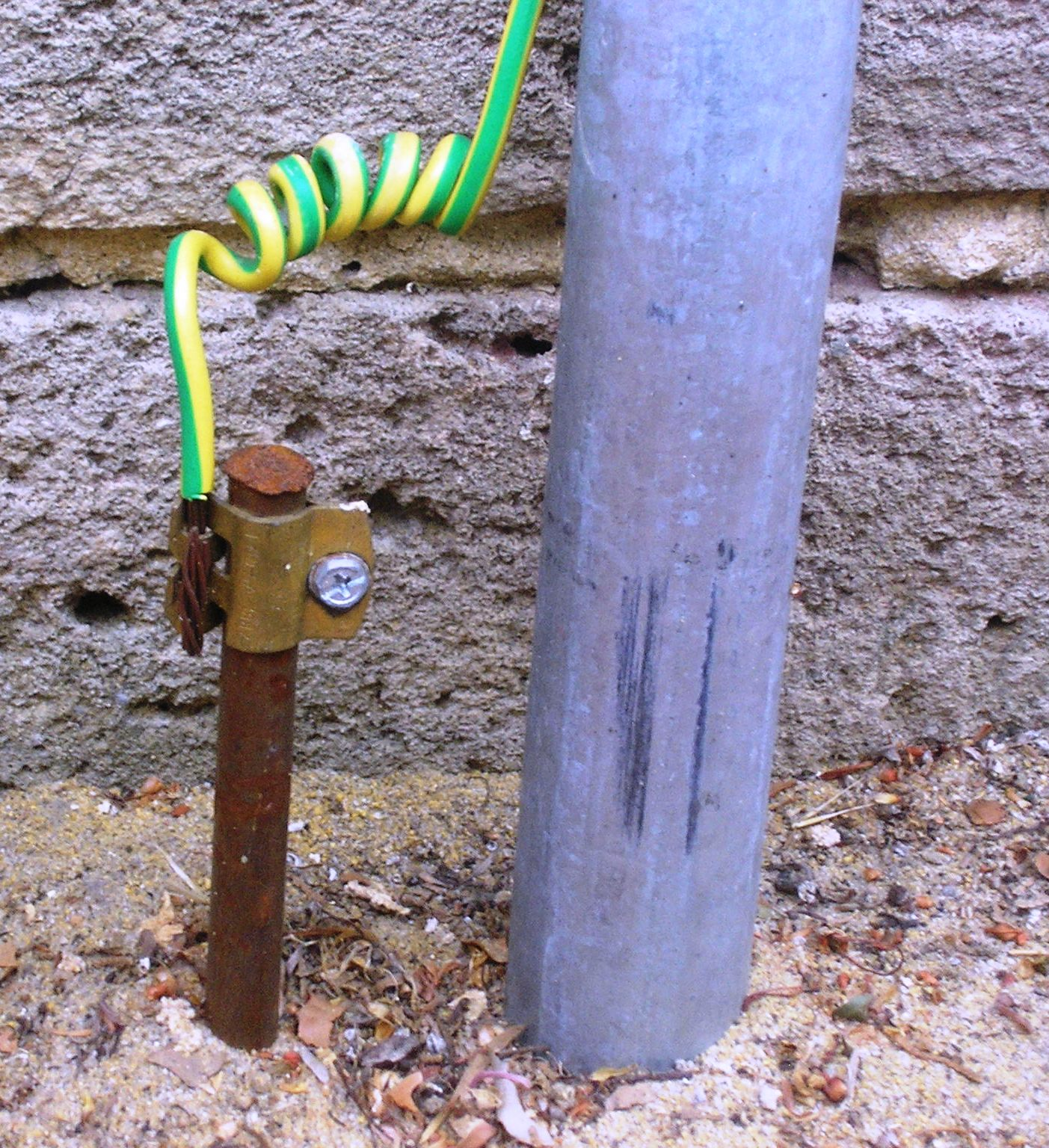
Jordningsspett

Med jordning ⏚ menas att ansluta flera ledare till en gemensam potential, en jordpunkt. Jordning behöver inte ha något med mark att göra. Oftast när man talar om jord så talar man om säkerhetsjord som alltid är en sann jord (dvs att den har en neutal laddning) och används inom elsäkerhet. Men det finns även många andra benämningar och typer av jordningar. Ex: signaljord, telejord, kraftjord, åskjord, skyddsjord, potentialutjämningsjord, chassijord, jordplan och skärmjord.
För längre enkelledare såsom nutida likströmskablar används ibland mark som återledare, vilket egentligen inte är liktydigt med jordning.

## Skyddsjordning
| Jordsymboler | Jordsymboler | Jordsymboler |
| ------------ | ------------ | ------------ |
| Signal-jord  | Chassi-jord  | Mark-jord    |
| Signal- jord | Chassi- jord | Mark- jord   |

Om en elledare kommer i kontakt med ett strömförande föremål så spänningsätts detta. Om en människa skulle komma i kontakt med föremålet så skulle strömmen passera genom kroppen ned i marken. För att undvika detta utför man en skyddsjordning. Ett jordspett (dvs ett långt kopparspett) drivs ner i marken där ledningsförhållandena är bra. Man förbinder sedan elskåpet med kopparspettet genom en skyddsjordsledare. Detta ger strömmen en alternativ väg att ledas, vilket innebär att en kortslutning uppstår, därefter slår säkerhetsbrytaren ifrån och kretsen bryts.
Skyddsjordsledare är enligt internationell standard färgade grön-gul-randigt. Tidigare användes istället röd isolering för att indikera jordledaren, något som idag har ersatts av den karaktäristiskt gulgröna ledaren som syns på bilden.

### Åskledare
Åskledare är en speciell form av skyddsjordning. Det handlar då om en mycket hög elektrisk puls under kort tid som skall ledas bort. Man gör då en ytjordning, vilket innebär att man slår ner flera korta kopparspett, förbinder dessa med kopparledning i ett nät och ansluter detta till en mast som är högre än det föremål man vill skydda.

## Referensjord
Referensjord (ofta synonymt med signaljord) innebär en gemensam fristående referenspunkt över en krets och är vanligare inom mer avancerad elektronik såsom datorer. Referensjorden är oftast neutralt laddad men behöver inte i regel vara det. En tvåpolig spänningskällas poler kan t.ex. vara laddade +6v och -6v, -1v och +11 eller 0 och 12v. Trots olika laddningar på polerna är samtliga spänningspotentialer 12v. Om spänningen mäts i förhållande till en sann jord så riskerar man att få fel mätvärden då spänningspotentialen från en pol inte behöver vara densamma som den mellan polerna. Därför använder man ena polen som en referensjord. Referensjorden kan även användas för att hantera störning genom att förskjuta referenspunkten i förhållande till störningen.

## Jordning av störningsskydd.

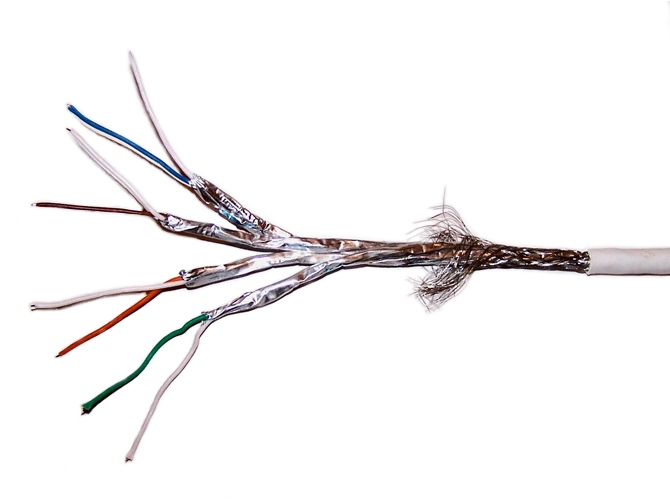
En skalad nätverkskabel där signalen skyddas från extern störning av ett flätat skal i metall och även störning mellan ledare genom att varje par är avskärmat med ledande folie. Varje signalkabel kommer även i par med en data- (vit)

Känsliga ledare såsom datakablar och känslig elektronik såsom mikrofoner är oftast inkapslade av ett jordat hölje för att skydda från spänningar inducerade via elektromagnetiska fält. Principen fungerar likt Faradays bur.
Det är däremot viktigt att kablar endast jordas i en ände då man annars kan riskera att en jordslinga (ground loop) uppstår.
Ibland utnyttjas även en data- i kablar genom att signalledarna flätas med en likadan ledare med samma signal fast med inverterad polaritet som i sin tur upplever samma störning som data+. När signalen når sin slutdestination så kan data- inverteras vilket ger två likadana datasignaler men med motsatt störning som slår ut varandra när signalerna adderas.

## Jord som alternativ återledare
På elanläggningar där högre spänning används är det möjligt att utnyttja en karakteristisk jordning som återledare. Detta görs bland annat för att minska kostnader i till exempel kraftledningar genom att minska antalet ledare och istället låta mark eller vatten föra iväg strömmen. Ett exempel där detta görs är HVDC-sjökabeln Baltic cable mellan Sverige och Tyskland. Jordledare kan även användas för att skydda elektroniken, för att maximera utgångsspänningen i förhållande till jord eller för att möjliggöra mindre "öppna" kretsar såsom i elstängsel där kretsen kan slutas utan att behöva röra två ledare samtidigt.
Jordledare används sällan som återledare vid lägre spänning då jordresistiviteten (dvs markens ledningsförmåga) har ett större inflytande. Jordresistivitet kan variera kraftigt bland olika marktyper samt klimat och väder. Även vid högspänningssituationer kan jordningen sluta leda vid t.ex. torka.

## Mätning av jordresistiviteten
Jordresistiviteten refererar till markens ledningsförmåga. Eftersom säkerhetsjordens ledningsförmåga är beroende av markens ledningsförmåga dimensioneras jordanslutningen utifrån markens uppmätta ledningsförmåga.
Mätning sker oftast med fyra mätpunkter längs en linje i marken där man har stuckit ner elektroder, en känd ström förs sedan mellan elektroderna och spänningen däremellan kan sedan användas för att etablera jordresistiviteten. Wenners metod har samma avstånd mellan dem, medan med Schlumbergers metod kan de yttre avstånden göras kortare eller längre än det mittersta.